# Dorsifulcrum chapinaria
Dorsifulcrum chapinaria är en fjärilsart som beskrevs av Holland 1920. Dorsifulcrum chapinaria ingår i släktet Dorsifulcrum och familjen mätare. Inga underarter finns listade i Catalogue of Life.